# ليزلي كوكي
ليزلي كوكي (1963 - ) (بالإنجليزية: Lesley Cooke)‏ هي لاعبة كريكت بريطانية.

## وصلات خارجية
- ليزلي كوكي على موقع إي آس بي آن كريك إنفو (الإنجليزية)